# Erdő mélyén, esti csendben
Az Erdő mélyén, esti csendben kezdetű kánont Joseph Haydn komponálta. Csalogány-kánonnak is nevezik.

## Felvételek
- Joseph Haydn:  Erdő mélyén. Négy Évszak Kamarakórus  YouTube (2016. április 26.)  (Hozzáférés: 2016. augusztus 18.) (videó) 1:20–2:30.
- Joseph Haydn:  Erdő mélyén. Canterini gyermekkar, vezényel Asztalos Andrea  YouTube (2013. május 9.)  (Hozzáférés: 2016. augusztus 18.) (videó)
- Joseph Haydn:  Csalogány kánon. Dunakeszi, Bárdos Lajos ált. iskola szülői kórusa  YouTube (2012. március 12.)  (Hozzáférés: 2016. augusztus 18.) (videó)